# Ćmińsk
Ćmińsk – wieś w Polsce położona w województwie świętokrzyskim, w powiecie kieleckim, w gminie Miedziana Góra.
W latach 1954–1972 wieś należała i była siedzibą władz gromady Ćmińsk. W latach 1975–1998 miejscowość administracyjnie należała do województwa kieleckiego.
Znajduje tu się kamieniołom piaskowica tumlińskiego.
Wieś posiada swój Gminny Klub Sportowy Gród Ćmińsk. Klub piłkarski został założony w 2003 roku, posiada barwy klubowe żółto-zielone; obecnie (2021) gra w Klasie A.  
Dojazd z Kielc zapewniają autobusy komunikacji miejskiej linii 9.

## Części wsi
| SIMC    | Nazwa       | Rodzaj    |
| ------- | ----------- | --------- |
| 0252227 | Kobylaki    | część wsi |
| 0252150 | Podglinie   | część wsi |
| 0252167 | Podgród     | część wsi |
| 0252173 | Podkościele | część wsi |
| 0252233 | Światełek   | część wsi |
| 0252180 | Wykień      | część wsi |
| 0252240 | Wyręba      | część wsi |
| 0252196 | Wyrowce     | część wsi |

## Historia

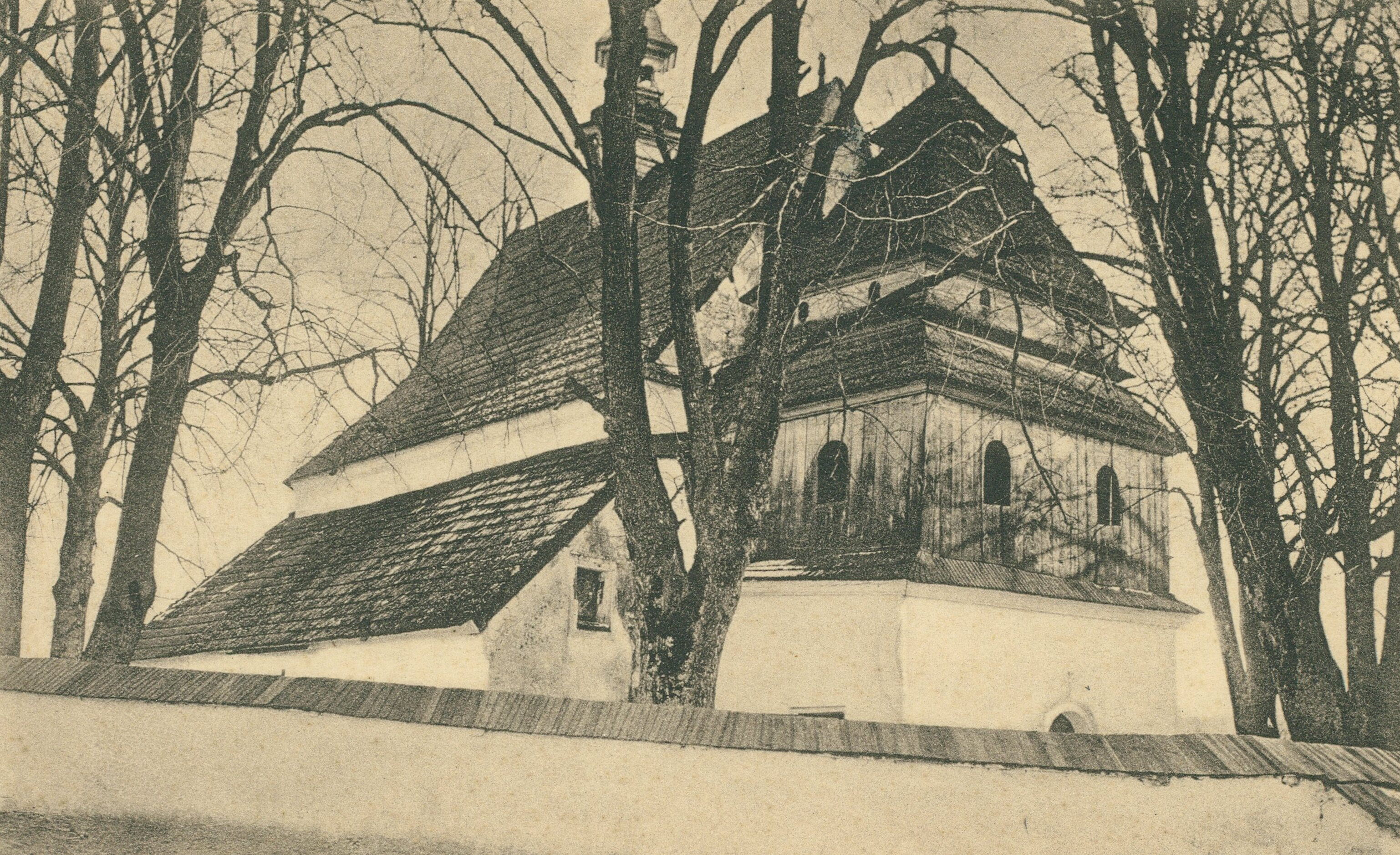
Widok kościoła przed 1915

Pierwszy zapis o Ćmińsku pochodzi z roku 1452. Wynika z niego, że biskup krakowski Zbigniew Oleśnicki dokonał lokacji wsi na prawie średzkim. W okresie tym Ćmińsk wchodził w skład biskupiegio klucza kieleckiego. Był wsią biskupstwa krakowskiego w województwie sandomierskim w ostatniej ćwierci XVI wieku. Podobnie jak przyległe doń osady, słynął z lokalizacji dymarek – średniowiecznych pieców hutniczych. Ślady hutnictwa metali w okolicach Ćmińska można odnaleźć do dziś. W sąsiedniej wsi, Bobrza znajdują się ruiny Zakładów Wielkopiecowych z XIX w., wraz z powstałym w tym samym czasie Murem Oporowym. 
W Słowniku Geograficznym Królestwa Polskiego podano, że w roku 1827 w Ćmińsku było 64 domów i 398 mieszkańców, natomiast parafia Ćmińska liczyła 1300 dusz. Wieś należała do gminy Samsonów powiatu kieleckiego. Nie było jeszcze wówczas podziału na Ćmińsk Kościelny i Rządowy. Najprawdopodobniej do podziału doszło około 1880 r.
Kolejny raz Ćmińsk powstał z połączenia miejscowości Ćmińsk Rządowy i Ćmińsk Kościelny w 2007 r., które pozostały jednak osobnymi sołectwami. W skład połączonej miejscowości weszły także okoliczne przysiółki: Podglinie, Podgród, Podkościele, Wykień i Wyrowce z Ćmińska Kościelnego oraz z Ćmińska Rządowego: Kobylaki, Światełek i Wyręba. Decyzję o połączeniu miejscowości oraz włączeniu w skład nowej wsi okolicznych przysiółków podjęła Rada Gminy w Miedzianej Górze 15 marca 2007 r. Jednocześnie włączone przysiółki zostały zmienione w ulice.

## Zabytki
- Kościół parafialny pw. św. Trójcy, wzniesiony w latach 1646–1649, rozbudowany w latach 1914–1922. Wraz z plebanią został wpisany do rejestru zabytków nieruchomych (nr rej.: A.420/1-2 z 15.01.1957, z 15.02.1967 i z 2.01.1986)[11].
- Cmentarz parafialny (nr rej.: A.421 z 2.06.1992)[11].